# Oribotritia berlesei
Oribotritia berlesei är en kvalsterart som först beskrevs av Michael 1898.  Oribotritia berlesei ingår i släktet Oribotritia och familjen Oribotritiidae. Inga underarter finns listade i Catalogue of Life.